# Henry Friesen
Henry George Friesen, CC (* 31. Juli 1934 in Morden, Manitoba; † 30. April 2025) war ein kanadischer Endokrinologe, Arzt, Innovator und Professor der University of Manitoba. Er entdeckte das menschliche Hypophysen-Hormon Prolaktin.

## Leben
Henry Friesen studierte an der University of Manitoba und begann nach seinem Abschluss in Manitoba am New England Medical Center in Boston in der Endokrinologie zu forschen. Nach einem Jahr an der Tufts University School of Medicine arbeitete Friesen von 1965 bis 1973 an der McGill University. Danach kehrte er nach Manitoba zurück, wo er an der University of Manitoba Professor für Physiologie wurde. Dort entdeckte Henry Friesen das Hormon Prolaktin beim Menschen und wurde für die Erforschung der Rolle dieses Hormons in Gesundheit und Krankheit bekannt: Friesen erkannte Störungen des Prolaktins als eine der Hauptursachen für Unfruchtbarkeit. In Gemeinschaftsarbeit mit anderen arbeitete er an neuen Therapien und Behandlungen bei zehntausenden Frauen gegen die Unfruchtbarkeit.
Mehr als 400 Werke veröffentlichte Friesen und betreute mehr als 80 Postdoktoranden. Von 1991 bis 1999 war Friesen der siebte Präsident des Medical Research Council of Canada. Durch seine Reden konnte er die Forschung finanziell unterstützen. Friesen konnte auch Verbindungen zu Forschungseinrichtungen erreichen. Er erhielt für seine Arbeiten zahlreiche Auszeichnungen und wurde 2001 in den Canadian Medical Hall of Fame aufgenommen.

## Ehrungen
Friesen erhielt für seine Leistungen zahlreiche Ehrungen und Auszeichnungen. Nachfolgend findet sich eine Liste bedeutender Ehrungen und Auszeichnungen:
- 1977: Auszeichnung mit dem Gairdner Foundation International Award[2]
- 1978: Fellow der Royal Society of Canada
- 1987: Offizier des Order of Canada (2001 zum Companion befördert)
- 1987: Fred Conrad Koch Award
- 1993: Mitglied der National Academy of Sciences
- 2001: Aufnahme in den Canadian Medical Hall of Fame
- 2001: Auszeichnung mit dem Gairdner Foundation Wightman Award
- 2004: Auszeichnung mit dem Order of Manitoba
- 2006: Auszeichnung mit dem Canadian Medical Association